# Sorge
|  | Denne artikel omhandler en flod i Sydslesvig, Tyskland. For at se artikel om byen Sorge i Harzen, se Sorge. |
Sorge eller Sorgen er en flod i det nordlige Tyskland, beliggende i Sydslesvig. Flodens ene udspring i fællesskab med floden Stente ligger nær Bistensø i Hytten Bjerge, og hvis anden del længere mod nord går gennem Boklunder Au/Mühlenau. Floden flyder gennem Ejdermarsken og munder ud i Ejderen.
Den har en længde på 29,4 km.